# ジョルジェ・ニコリッチ
ジョルジェ・ニコリッチ（セルビア語: Ђорђе Николић, ラテン文字表記: Đorđe Nikolić, 1997年4月13日 - ）は、セルビア（旧ユーゴスラビア）・ベオグラード出身のサッカー選手。ポジションはゴールキーパー。

## 来歴

### クラブ
2014年12月、FKヤゴディナに加入した。ヤゴディナのファーストチームでは19試合に出場し、2016年6月にFCバーゼルへ移籍した。2017年7月19日、複数のGKが負傷離脱していたチャレンジリーグのFCシャフハウゼンにシーズンローンで加入した。

### 代表
U-16セルビア代表をはじめアンダー年代の代表チームでプレーをした経験があり、U-19セルビア代表としては2015年10月に行われたUEFA U-19欧州選手権2016予選の3試合に出場した。2016年の時点ではU-21セルビア代表にも選出されている。
2021年6月7日、ジャマイカ代表との親善試合でA代表デビュー。

## タイトル
バーゼル
- スーパーリーグ : 2016-17
- スイス・カップ : 2017